# Kulturhaus Kalbe (Milde)

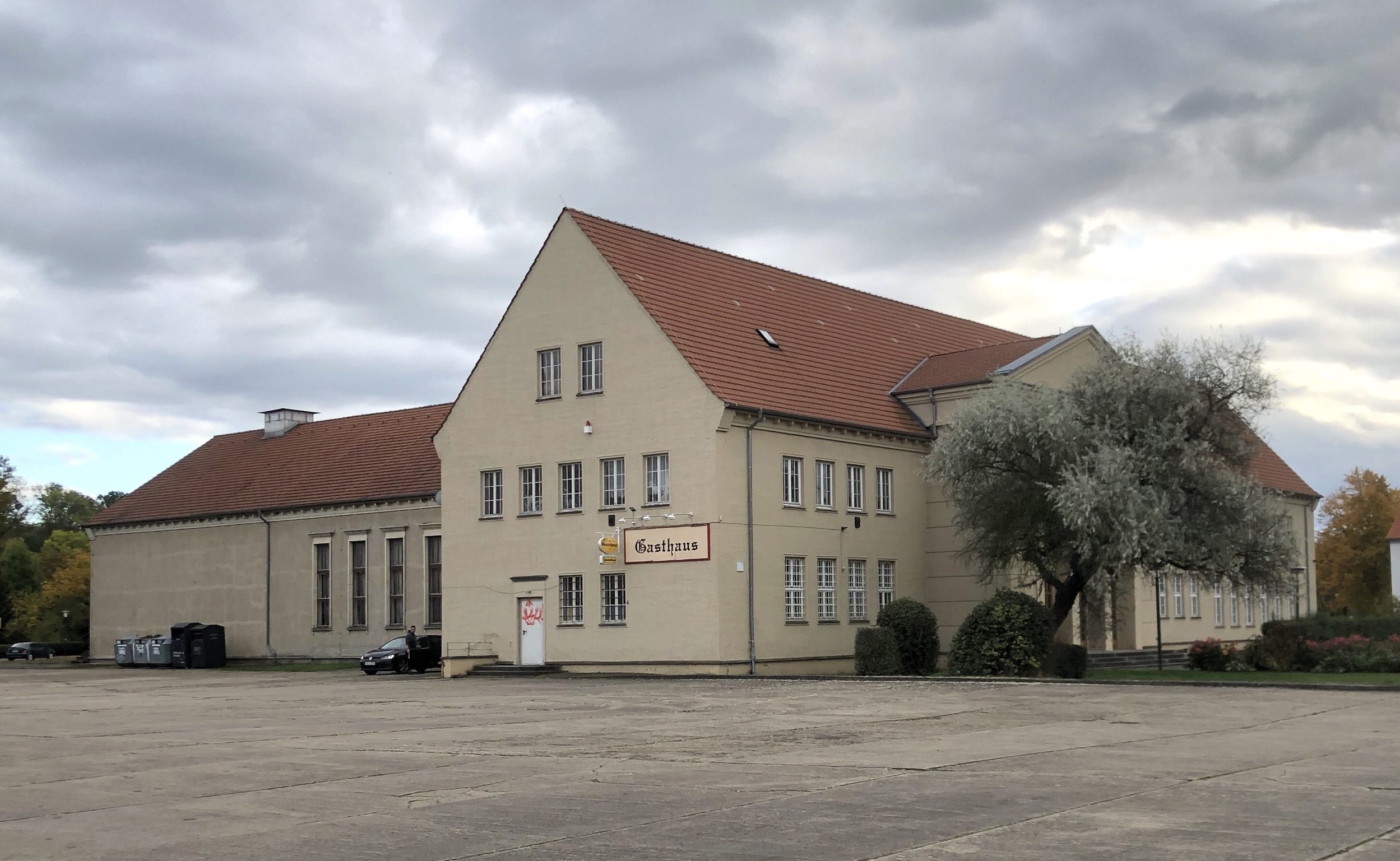
Kulturhaus Kalbe (Milde), 2020

Das Kulturhaus Kalbe (Milde) ist ein denkmalgeschütztes Kulturhaus in Kalbe (Milde) in Sachsen-Anhalt.

## Lage
Es befindet sich im nördlichen Teil der Stadt auf der Ostseite der Alten Bahnhofstraße an der Adresse Alte Bahnhofstraße 28. Nördlich und östlich verläuft die Gartenstraße.

## Architektur und Geschichte
Das Kulturhaus wurde im Jahr 1956 eröffnet. Bis 1958 erfolgte die Fertigstellung des Theatersaals als zweiter Bauabschnitt. Im Jahr 1977 wurde ein Mehrzwecksaal angebaut. 1983, anlässlich der 1000-Jahr-Feier Kalbes, entstand auch noch eine Freilichtbühne. Das Kulturhaus firmierte länger als Kreiskulturhaus des Kreises Kalbe (Milde), der jedoch 1987 aufgelöst wurde. Es arbeiteten mehrere hauptamtliche Mitarbeiter im Gebäude.
Das Gebäude ist für eine Kleinstadt wie Kalbe (Milde) ungewöhnlich groß. Es entstand so das Gerücht, dass Kulturhaus wäre eigentlich für Calbe (Saale) vorgesehen gewesen und nur durch eine Namensverwechslung dann in Kalbe (Milde) gebaut worden.
Im Jahr 1997 wurde das Gebäude vom Altmarkkreis Salzwedel an die Stadt Kalbe (Milde) übertragen, die das Objekt seit dem betreibt.
Bedingt durch Brandschutzauflagen ergaben sich Einschränkungen in der Nutzbarkeit des Theatersaals. Ab 2008 wurde das Haus im Rahmen des LEADER-Programms instand gesetzt. In einem Teil des Hauses ist die Stadtbibliothek von Kalbe (Milde) untergebracht.
Im örtlichen Denkmalverzeichnis ist das Kulturhaus unter der Erfassungsnummer 094 97853 als Baudenkmal verzeichnet.

## Nutzung
Zu DDR-Zeiten nutzten Vereine und Arbeitsgemeinschaften das Gebäude. In den Sälen traten bekannte Künstler wie Frank Schöbel, Hauff und Henkler und Donovan auf. Weitere Gäste waren Chris Norman, Dave Dee, The Swinging Blue Jeans, The Sweet und Slade. Im Jahr 1988 waren The Rubettes im Kulturhaus Kalbe zu Gast.
Häufiger traten in den 1990er-Jahren Volksmusik-Künstler auf, u. a. Rex Gildo, Costa Cordalis, Die Wildecker Herzbuben und Carlo von Thiedemann. Auch Michael Hirte war im Haus zu Gast.
1998 fand in Kalbe das Mega Dance Festival statt, bei welchem Künstler wie Aaron Carter und Take 5 auftraten.